# Lijst van televisiekanalen in Suriname
Lijst van televisiekanalen in Suriname:
| Zendernaam                                              | Doelgroep            | Taal                                           | Kanaal |  |
| Commerciële staatstelevisie                             |                      |                                                |        |  |
| Landelijk                                               |                      |                                                |        |  |
| Algemene Televisie Verzorging (ATV)                     | Familiezender        | Engels, Nederlands, Portugees, Spaans          |        |  |
| Surinaamse Televisie Stichting (STVS)                   | Familiezender        | Engels, Nederlands                             |        |  |
| Onafhankelijke commerciële televisie                    |                      |                                                |        |  |
| Landelijk                                               |                      |                                                |        |  |
| Ampies Broadcasting Corporation Suriname (ABC Suriname) | Familiezender/Nieuws | Engels, Nederlands, Sranantongo                |        |  |
| Apintie Televisie                                       | Familiezender        | Nederlands, Sranantongo                        |        |  |
| LPM TV                                                  | Familiezender        | Portugees, Engels Nederlands                   | 10.4   |  |
| Ramasha TV                                              | Familiezender        | Engels                                         |        |  |
| Rapar Broadcasting Network (RBN TV)                     | Familiezender        | Engels, Nederlands, Hindi, Sarnami Hindoestani |        |  |
| Surinaams Chinees Televisie Station (SCTV)              | Familiezender        | Engels, Nederlands, Kantonees, Mandarijn       |        |  |
| Trishul Televisie                                       | Familiezender        | Engels, Nederlands, Hindi                      |        |  |
| SBS Televisie                                           | Familiezender        | Engels, Nederlands, Hindi                      |        |  |
| Sargam TV                                               | Familiezender        | Engels, Nederlands, Hindi                      |        |  |
| KEY tv                                                  | Nieuws/Familiezender | Engels, Nederlands,                            | 8.2    |  |